# لیک فیرن (فلوریدا)
لیک فیرن (به انگلیسی: Lake Fern) یک منطقهٔ مسکونی در ایالات متحده آمریکا است که در شهرستان هیلزبرو، فلوریدا واقع شده‌است.